# Ladies in Lavender
Ladies in Lavender è un film del 2004 diretto da Charles Dance, con protagoniste Maggie Smith, Judi Dench e Daniel Brühl.

## Trama
Due sorelle vivono tranquillamente e serenamente in un cottage in Cornovaglia. Tutto scorre senza intoppi tra le due che un giorno però trovano, portato da una violenta tempesta, un giovane ragazzo esanime sulla spiaggia. Saranno loro ad occuparsene per poi scoprire che è polacco. Una delle sorelle si innamora del giovane. Ma il ragazzo, incontrata la sorella di un famoso musicista, una ragazza giovane e indipendente, decide di seguirla in città dove incomincerà una carriera da violinista, grazie al fratello di lei. Però il giovane polacco non si è scordato delle due sorelle che lo hanno salvato. Si esibisce nel suo primo concerto da solista e le ritrova con gioia alla fine del concerto. Ma le due comprenderanno che ormai il giovane appartiene definitivamente a quel mondo e quindi ritorneranno alla loro vita tranquilla, nella loro casa sul mare.

## Produzione
Il film è stato girato in gran parte nel villaggio di Cadgwith, nella penisola di Lizard.

## Colonna sonora
La colonna sonora di Nigel Hess è eseguita da Joshua Bell e la Royal Philharmonic Orchestra.